# Oberwart (distrito)
Oberwart é um distrito (Bezirk) da Áustria, situado no estado da Burgenlândia (Burgenland). A capital do distrito é a cidade de Oberwart.